# Корабель-пастка

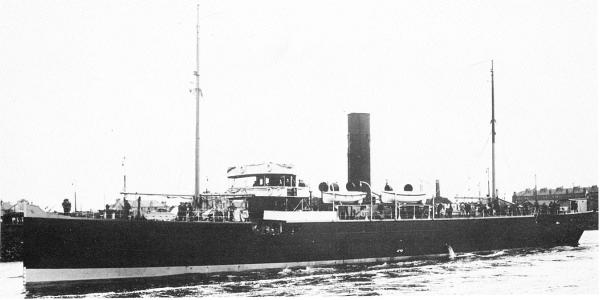
Британський корабель-пастка (Q-ship) HMS Tamarisk

Кораблі-пастки — допоміжні крейсери з замаскованим озброєнням, призначені для приваблення субмарин або рейдерів.  Їх напад давав кораблю-пастці шанс потопити противника, який уникав зіткнень з військовими кораблями.
Такі кораблі використовувалися Королівським флотом та  Імператорськими військово-морськими силами Німеччини під час Першої світової війни, а також Королівським флотом, Кріґсмаріне, ВМС США  та Імператорським флотом Японії під час Другої світової війни. Найбільш відомим кораблями-пастками були так звані "Q-ships" Королівського флоту, які були одними з перших спеціалізованих кораблів, призначених для боротьби з підводними човнами. 

## У добу вітрил
У 1670-х HMS Kingfisher був спеціально побудований для протидії атакам алжирських піратів. Його гармати були приховані за фальшивими перебірками. Також він був оснащений різними засобами для зміни зовнішнього вигляду корабля. [джерело?]
Під час Французьких революційних війн, французький бриг,  що видавав себе за  вантажне судно, з  прихованими гарматами та чисельним екіпажем, більша частина якого ховалася під палубою, був переможений приватирським люгером Vulture поблизу Джерсі.:183

## Перша світова війна

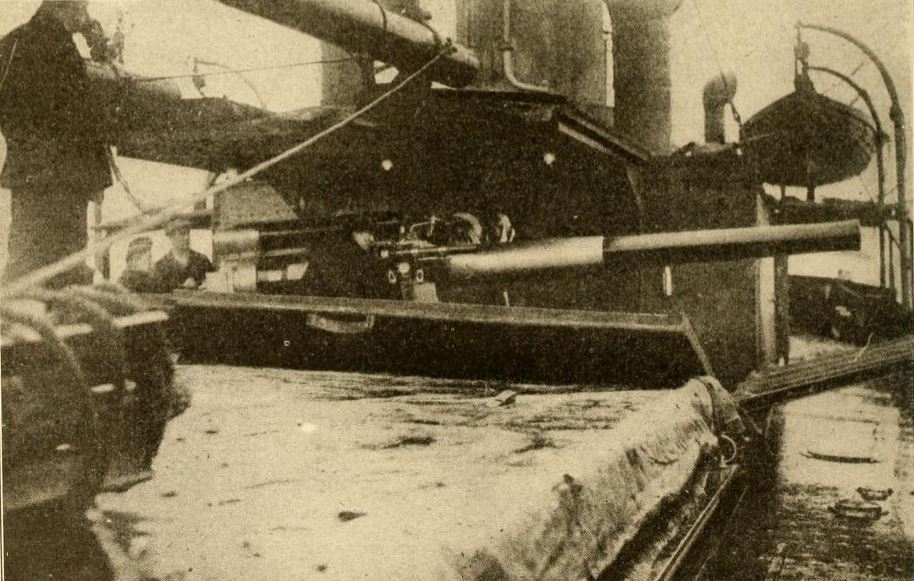
"Q ship" приховували морські гармати за рухомими панелями.

Внаслідок зростання кількості атак німецьких підводних човнів у 1915, Британія вкрай потребувала засобів протидії новій загрозі, оскільки U-boot загрожували перекрити її торгові комунікації. Ідея конвоїв, які довели свою ефективність у попередні епохи, (та продемонстрували її під час Другої світової), була відкинута Адміралтейством через брак кораблів для супроводу та прагнення капітанів торгових суден зберегти свободу вибору маршрутів. Глибинні бомби того часу були відносно примітивні. Фактично ефективно можна було атакувати підводний човен лише поки він знаходився на поверхні артилерійським вогнем чи тараном. Проблема була у тому, як спонукати противника піднятися на поверхню.
Вирішення було знайдене шляхом створення кораблів-пасток (Q-ship), інформація про існування яких була суворо засекречена. Їхня назва походить від першої літери назви пункту їх базування Квінстаун (Queenstown, нині Ков) в Ірландії. Ці кораблі німці називали U-Boot-Falle ("пастка для U-boot"). Вони виглядали легкою мішенню, але несли потужне приховане озброєння. Типовий корабель-пастка нагадував на вигляд каботажний пароплав, що рухався без супроводу у районі, де, як передбачалося, знаходився підводний човен.   Оскільки таку ціль можна було б потопити палубною гарматою підводного човна, корабель-пастка мав спокусити капітана підводного човна піднятися на поверхню, а не витрачати обмежений запас торпед. Кораблі-пастки були завантажені легкою деревиною, тож навіть торпедовані вони б залишилися на плаву, змушуючи підводний човен піднятися на поверхню, аби добити їх. Коли субмарина спливала, екіпаж корабля-пастки мав відкинути рухомі панелі  та відкрити вогонь, одночасно піднявши військово-морський прапор.
Імовірно було побудовано 366 кораблів-пасток, з яких 61 було втрачено з різних причин. Після завершення війни прийшли до висновку, що кораблі-пастки були переоцінені, відволікаючи чимало підготовлених моряків від інших завдань. При цьому вони не потопили достатньо підводних човнів, аби виправдати доцільність задуму. У близько 150 боїв, британські кораблі-пастки потопили 14 субмарин. Вони забезпечили десь близько 10% від загального числа потоплених субмарин, що набагато менше, ніж від  морських мін.
Німецькі ВМС використали шість кораблів пасток у Балтійському морі, сформувавши з них Handelsschutzflottille. Їм не вдалося потопити жодного ворожого підводного човна. Водночас корабель-пастка Schiff K серйозно пошкодив російський підводний човен "Гепард".

## Друга світова війна
Німеччина використовувала принаймні 13 кораблів-пасток. Один з них, Schürbeck потопив британську субмарину HMS Tarpon.
Дев'ять кораблів-пасток були оснащенні Королівським флотом у вересні та жовтні 1939 для дій у північній Атлантиці.

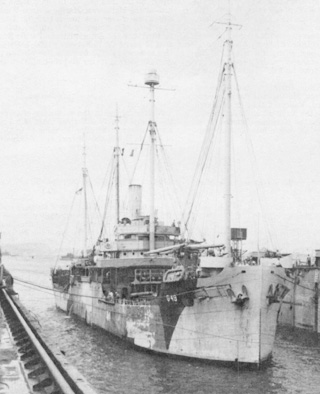
Американський корабель-пастка USS Anacapa.

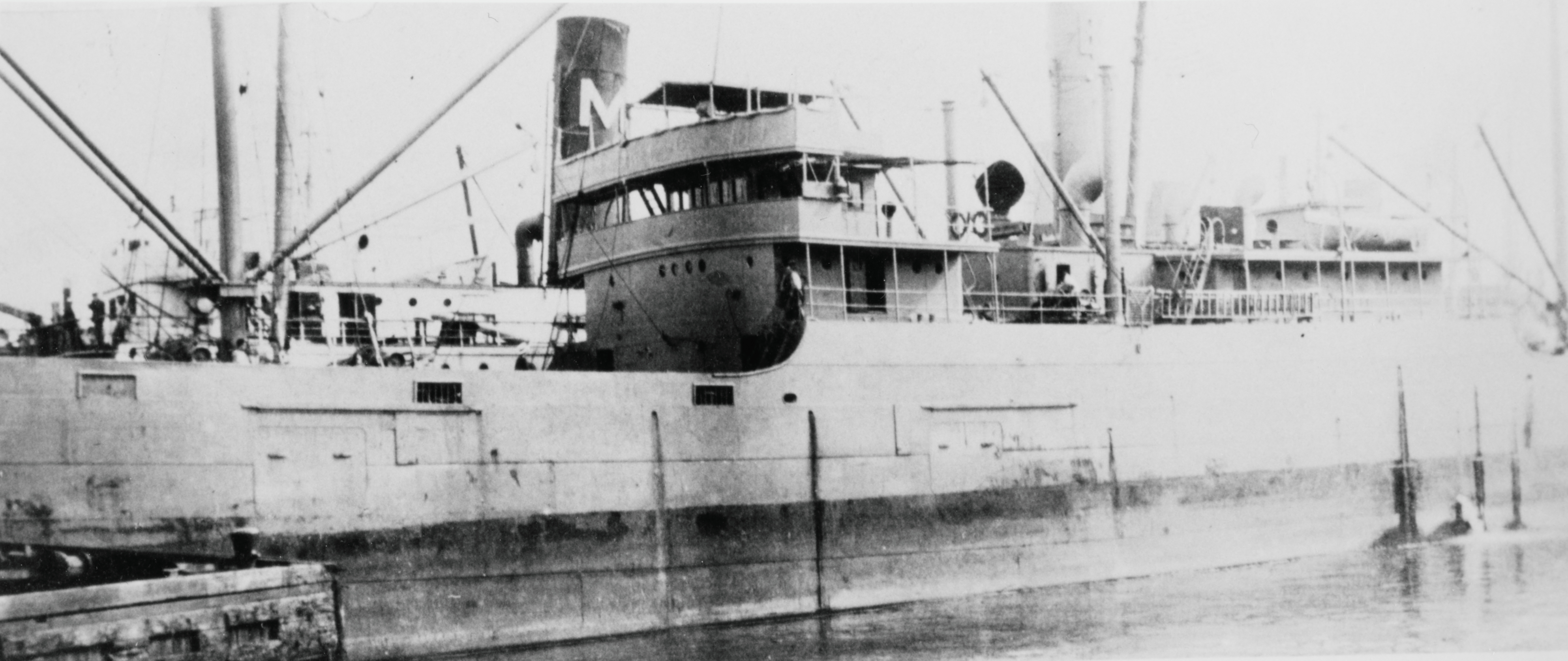
SS Carolyn, що стала кораблем-пасткою USS Atik AK-101

Після початку бойових дій між США та Німеччиною втрати американських кораблів від ударів німецьких підводників почали швидко зростати. З метою протидії було придбано п'ять кораблів-пасток. Цей проект отримав назву "Project LQ."
Використання цих кораблів було практично безуспішним та досить коротким. Один з кораблів, USS Atik був потоплений під час першого ж походу. Використання кораблів пасток завершилось у 1943.
 Імперський флот Японії переобладнав торгове судно (2,205 тон) Delhi Maru, у корабель-пастку. Він був потоплений у першому ж поході американським підводним човном USS Swordfish (SS-193) Підводний човен не зазнав ушкоджень, хоч і був атакований глибинними бомбами мисливцем за підводними човнами Ch-50, який супроводжував корабель-пастку.

## Пропозиції використати проти сучасних піратів
Атаки на торгові кораблі сомалійських піратів призвели до появи пропозицій з боку окремих безпекових експертів щодо використання кораблів-пасток.

## Кораблі-пастки у літературі
У романі Ернеста Хемінгуея Острови в океані головний герой командує кораблем-пасткою, що діє поблизу Куби.